# Paulo Egídio
Paulo Egídio, właśc. Paulo Egídio Bertolazzi (ur. 10 lutego 1964 w Pradopólis) – piłkarz brazylijski, występujący podczas kariery na pozycji pomocnika.

## Kariera klubowa
Karierę piłkarską Paulo Egídio rozpoczął w klubie Botafogo Ribeirão Preto w 1981. Na początku 1983 trafił do Corinthians Paulista. W lidze brazylijskiej zadebiutował 23 stycznia 1983 w wygranym 2-1 meczu z Fluminense FC. Z Corinthians zdobył mistrzostwo stanu São Paulo – Campeonato Paulista w 1983.
W latach 1983–1984 był zawodnikiem CR Vasco da Gama, a 1984–1985 Ponte Preta Campinas. W 1985 został zawodnikiem Joinville EC. Z Joinville dwukrotnie zdobył mistrzostwo stanu Santa Catarina – Campeonato Catarinense w 1985 i 1987. W 1988 miał krótki epizod w portugalskiej Boaviście. W 1989 powrócił do Brazylii, gdzie został zawodnikiem Grêmio Porto Alegre. Z Grêmio zdobył Copa do Brasil w 1989 oraz dwukrotnie mistrzostwo stanu Rio Grande do Sul – Campeonato Gaúcho w 1989 i 1990.
W barwach Grêmio 7 kwietnia 1991 w przegranym 1-3 meczu z Náutico Recife Paulo Egídio wystąpił po raz ostatni w lidze brazylijskiej. Ogółem w latach 1984–2001 wystąpił w lidze w 78 meczach, w których strzelił 14 bramek. Karierę zakończył w Botafogo Ribeirão Preto w 1993.

## Kariera reprezentacyjna
Jedyny raz w reprezentacji Brazylii Paulo Egídio wystąpił 12 września 1990 w przegranym 0-3 towarzyskim meczu z reprezentacją Hiszpanii.